# 李夢陽
李夢陽（1472年—1529年），字獻吉（一说又名獻吉，字恩賜），號空同子。陝西慶陽（今甘肅）人，祖籍河南扶沟，明朝文学家、诗学家、诗人、政治家，弘治六年癸丑進士，官至江西副使。因事还归故里，家居十余年而卒。他以作为前七子领袖统领文坛、掀起明朝文学复古运动而著称，与何景明并称“李何”，两人又与王世贞、李攀龙并称“李何王李”，是为“明朝文坛四杰”。
在诗文上，李梦阳竭力反对台阁体绮靡不实、千篇一律的诗风，主张通过“宗汉崇唐”的复古以臻风雅。他以此提出的一系列观点最终使得明朝诗风发生大变，掀起了持续一个世纪的诗文复古运动。
李梦阳以一生不畏权贵著称，亦因此而五次入狱，最终被朝廷除名，放归乡里，郁郁而终。
作为明朝诗坛领袖与复古运动的主导者，李梦阳一直饱受争议。文学界历来对他评价不高，多以“剽窃套作”“诗作毫无灵魂”对其定论。赞扬者则认为他的诗歌并不局限于拟古，多揭露现实、抒发真情的佳作，并称他为“晚明文学的先驱”。

## 生平

### 家世
先祖李恩，号貞義公，入赘於河南扶沟王聚家，後從軍於陕西庆阳卫宁州，遂定居此地。貞義公生李忠，號处士公，生李正，为阜平县学训导，迁为周藩封丘王府教授，号吏隠公，娶高氏，生李孟和、李梦阳、李孟章三子。

### 早年
李梦阳生于成化八年（1472年）十二月初七日，初为府學增廣生，治《诗经》，初字天赐，又字献吉，弘治五年（1492年）中壬子科陝西鄉試第一名舉人（解元）。次年聯捷癸丑科進士。弘治十一年（1498年）授戶部主事。

### 五次入獄
李夢陽為人剛毅，不畏權勢。弘治十八年（1505年）四月，彈劾外戚壽寧侯張鶴齡怙寵橫甚。並上《應詔指陳疏》，奏疏裡面直陳“二病、三害、六漸”等，大膽地揭發了壽寧侯招納無賴，網利賊民、奪人田土，拆人房屋，虜人子女，要截商貨，占種鹽課，橫行江河，張打黃旗，勢如翼虎”等罪行，因此引來殺身之禍。壽寧侯懷著對他的刻骨仇恨，於帝前對其百般陷害，將其解職問罪，嚴刑拷打，諸貴戚亦並急欲殺害李夢陽而後快，後因皇帝不許，李夢陽才得官復原職，李夢陽出獄後鞭打張鶴齡，更打落其兩齒。
弘治十八年（1505年），李夢陽進郎中，時明武宗初立，宦官劉瑾等“八虎”使皇帝萬機漸廢，諸大臣上書皆不能上達，他又毅然為戶部尚書韓文寫疏揭發劉瑾，幾成殺身之罪。先是正德二年（1507年），劉瑾假傳旨貶李夢陽為山西布政司經歷，並勒令其退職回家，後劉瑾又羅織罪名，使李夢陽入獄。多虧康海力求，才使李夢陽免死。
正德五年（1510年），劉瑾被誅，李夢陽被平反，官復原職，升為江西按司提學副使。後又因其得罪人太多，最後以李夢陽“欺壓同列、挾制上官”之罪讓其居家住閑。
正德十四年（1519年）甯王朱宸濠謀反被誅，原銜恨之人趁機揭發李夢陽是其同黨，又將李夢陽逮捕入獄。多虧大學士楊廷和、刑部尚書林俊等人上書力陳李夢陽無罪，才使他得以獲釋。

## 文学主张与成就

### 背景
朱元璋在建立明朝后，对文人采用高压政策，大肆兴建文字狱，借故屠杀文人。高启即惨死在其手下。为了进一步加强统治、钳制思想，朱元璋在选官制度上采取八股取士，以达到“撷英”与“禁锢”的双重目的。在这一系列措施下，明初文坛再难以企及更高成就，出现了以“三杨”为首、歌功颂德的台阁体诗作。
与此同时，明初思想、学术界上盛行程朱理学，强调“存天理，灭人欲”，进一步禁锢了人们的思想。
李梦阳登入文坛的年代，正是八股文与台阁体诗充斥文坛、程朱理学盛行于学术界的时代。台阁体的流行使得文人的诗华而不实、千篇一律，难以直面现实；八股文与理学的双重禁锢则使文人思想僵化，在创作中缺乏真情实感之作。在李梦阳之前，虽有李东阳等诗人反对台阁体，然而由于其才力不够深雄，收效甚微；而理学家陈献章、庄昶流传的“陈庄体”诗歌更是脱口而出，多用俗俚之语。

### 诗文创作
总体上看，李梦阳的诗歌成就远高于其文章成就。由于诗歌在形式上更为注重艺术手法，因此在创作诗歌时，他“尺寸古法”的指导观点所带来的不足易通过其他手段的运用进行弥补，使得其作品仍不失佳构。然而在进行文章创作时，这一思想带来的弊端十分明显。李梦阳的文章多对秦汉时的文章亦步亦趋，以至于丧失了自己独立的思考，成了古文的仿制品；又通过使字句诘屈聱牙，来刻意接近秦汉的文风，不免有效颦之嫌。
李梦阳的诗歌，以乐府诗与七言律诗成就最高。由于他寒微的出身，他对下层百姓的疾苦有较深的体会；又因为他受杜甫影响较深，其乐府诗多针砭时弊、反映民生疾苦。明武宗在奸宦的怂恿下纵情犬马、荒废政事；又自封“威武大将军”，四处巡游，一路搅得鸡犬不宁。李梦阳在《君马黄》中予以揭露并进行了及其辛辣的讽刺：
|  | 君马黄，臣四骊。飞轩駊騀交路逵，锦衣有曜都且驰。 前径狭以斜，曲巷不容车。攘臂叱前兵，掉头麾后驱：毁彼之庐行我舆！ 大兵拆屋梁，中兵摇楣栌。小兵无所为，张势骂蛮奴。 尔慎勿言谍者来，幸非君马汝不夷。 |

《朝饮马送陈子出塞》则抨击了明朝边防修筑的劳民伤财，矛头直指昏庸无能的统治者：
|  | 朝饮马，夕饮马。水咸草枯马不食，行人痛哭长城下。城边白骨借问谁，云是今年筑城者。 但道辞家别六亲，宁知九死无还身。不惜身为城下土，所恨功成赏别人。 去年贼掠开成县，黑山血迸单于箭。万里黄尘哭震天，城门昼闭无人战。 今年下令修筑边，丁夫半死长城前。城南城北秋草白，愁云日暮鸣胡鞭。 |

## 評價
前七子之一的李夢陽為明初研究唐詩的重要學者，樂府﹑歌行有相當成就，郭卓茂評論道：「有明一代研究唐诗的重要学者，中国古代文坛上胆大包天的诗人。」王維禎認為：“七言律自杜甫以後，善用頓挫倒插之法，惟夢陽一人。”他主要貢獻在於詩歌理論批評，他所提出的“古體學習漢魏，近體學唐詩”的觀念，相當具有指標性。他還提出“真诗乃在民间”的观点。他與何景明“倡導復古，文自西京﹑詩自中唐而下，一切吐棄。操觚談藝之士，翁然宗之”。

## 軼事
據說敘述東郭先生故事的《中山狼傳》是時人不齒李夢陽的行徑而作，康海寫有《讀中山狼傳》詩，詩曰：「平生愛物未籌量，那計當年救此狼」。但李东阳對夢陽赞扬道：“梦阳以文学为首解，登甲科，砥砺名行，表然见郎署。”。

## 家族
曾祖李恩，祖父李忠，父李正，曾任教授，母高氏。具庆下。兄孟和，義官；孟春。弟孟章。李孟和，字子育，號北墅，成化十八年随父自庆阳徙居開封，初娶真定阜平孟氏，大同府知事孟楫之女，生李根，散官；李木，丙子科舉人。左氏生李枝，嘉靖二年癸未进士，官南京工部主事。侧室陈氏生子李树。
李枝子李四维，丁卯舉人、四川綿州知州；孫李冕，字汝欽，號古愚，萬曆二十二年甲午舉人。

## 延伸阅读
[在维基数据编辑]
 在维基文库阅读此作者作品
 《國朝獻徵錄·卷之八十六》，出自焦竑《國朝獻徵錄》
 《明史卷二百八十六》，出自《明史》